# Cyrtolaelaps
Cyrtolaelaps – rodzaj roztoczy z kohorty żukowców i rodziny Ologamasidae.

## Morfologia
Pajęczaki o ciele podzielonym na gnatosomę i idiosomę. Gnatosoma ma pięcioczłonowe nogogłaszczki z członem ostatnim zaopatrzonym w trójwierzchołkowy pazurek. Epistom pozbawiony jest maczugowatego wyrostka środkowo-przedniego. Idiosoma od wierzchu nakryta jest dwoma wyraźnie oddzielonymi tarczkami: podonotalną nad podosomą (na prodorsum) i opistonotalną nad opistosomą (na postdorsum). Żadna spośród szczecinek grzbietowej strony idiosomy nie jest gęsto owłosiona. Po grzbietowej stronie podosomy znajduje się mniej niż 25 par szczecinek. Szczecinki pierwszej pary w rzędach wewnętrznych prodorsum są krótsze niż szczecinki trzeciej pary w rzędach krawędziowych prodorsum oraz szczecinki piątej pary w rzędach zewnętrznych postdorsum. Na spodzie podosomy brak płytek presternalnych. Na spodzie opistosomy tarczki brzuszna i analna zlane są w tarczkę wentro-analną, która to nie jest zrośnięta z tarczką opistonotalną. Szczecinki preanalne są wykształcone. Przetchlinki sięgają ku przodowi co najmniej do środka wysokości drugiej pary bioder. Odnóża czwartej pary mają dziewięć lub dziesięć szczecinek na kolanach i goleniach.

## Taksonomia
Takson ten wprowadzony został w 1887 roku przez Antonia Berlesego, wówczas z Gamasus mucronatus jako jedynym gatunkiem.
Do rodzaju tego należy 12 opisanych gatunków:
- Cyrtolaelaps aster (Berlese, 1918)
- Cyrtolaelaps berlesei Chelebiev, 1984
- Cyrtolaelaps chiropterae Karg, 1971
- Cyrtolaelaps gracilipes Banks, 1916
- Cyrtolaelaps kasakstanicus (Chelebiev, 1978)
- Cyrtolaelaps minor Willmann, 1952
- Cyrtolaelaps mucronatus (Canestrini et Canestrini, 1881)
- Cyrtolaelaps paraster Costa, 1961
- Cyrtolaelaps qinghaiensis Ma, 1988
- Cyrtolaelaps rectus (Berlese, 1920)
- Cyrtolaelaps spurius (Holzmann, 1969)
- Cyrtolaelaps subnudus (Berlese, 1918)